# Caporalul și ceilalți
Caporalul și ceilalți  (titlul original: în maghiară A tizedes meg a többiek) este un film de comedie maghiar, realizat în 1965 de regizorul Márton Keleti, protagoniști fiind actorii Imre Sinkovits, Tamás Major, Iván Darvas, György Pálos.

## Conținut
În ultimele săptămâni ale celui de-al doilea război mondial, caporalul Molnár a decis că din punctul său de vedere, războiul s-a terminat. Împreună cu subalternul său Gálfy, fug cu solda companiei, ascunsă în grenade. Vicleni, se strecoară prin toate controalele, ajungând într-un castel abandonat, încredințat de stăpânii săi lacheului Albert. În curând iese la iveală că mai sunt și alții care se ascund aici, trei soldați dezertori. Caporalul preia imediat comanda, stabilind ce rol are fiecare. Urmează o serie de aventuri care le pun viața în pericol, în care germanii, „arcașii” și rușii apar pe rând în castel…

## Distribuție
- Tamás Major – Albert (Kovács Dezsõ)
- Imre Sinkovits – Ferenc Molnár, caporal
- Iván Darvas – Eduárd Gálfy, fruntaș
- György Pálos – Szíjjártó István
- László Ungváry – Barkányi
- László Kozák – Imre Gáspár / János Gáspár
- Gyula Szabó – György Fekete / Károly Fekete
- László Márkus – locotenentul SS
- Tivadar Horváth – Gutnacht, ofițerul SS
- Lajos Németh – Grișa
- Gábor Agárdy – comandantul „levenților”
- László Bánhidi – Suhajda Pál
- József Fonyó – soldatul german
- Zsigmond Fülöp – locotenentul